# Oud-Heverlee
Oud-Heverlee és un municipi belga de la província de Brabant Flamenc a la regió de Flandes. Està compost per les seccions d'Oud-Heverlee, Sint-Joris-Weert, Blanden, Haasrode i Vaalbeek.
Duran l'edat mitjana era una prebenda del capítol de la col·legiata de Sant Bartomeu de Lieja a qui pagava el delme.